# 阿巴沙河
42°12′15″N 42°05′05″E / 42.20417°N 42.08472°E

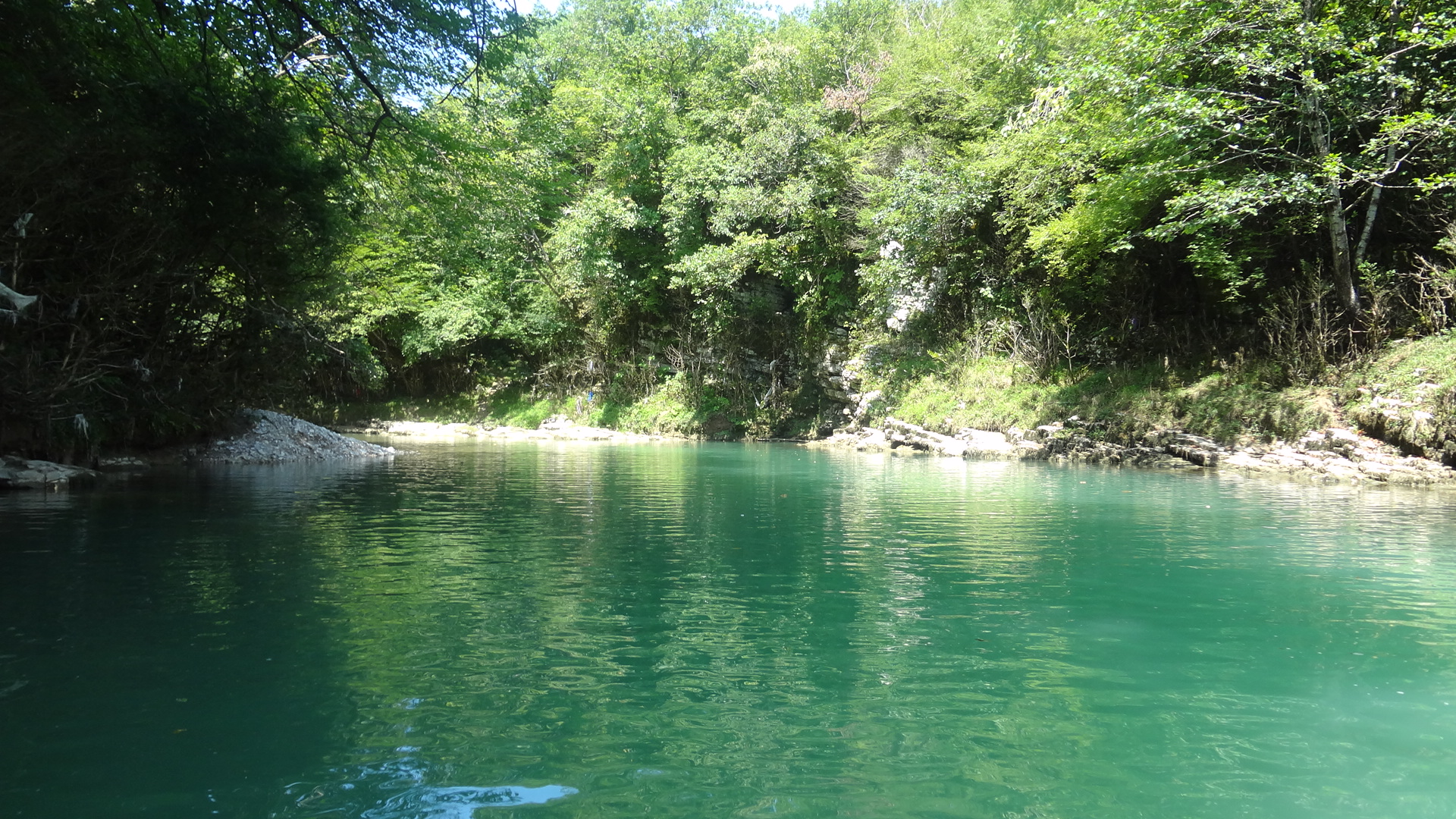

阿巴沙河是格魯吉亞的河流，位於該國西部薩梅格雷洛-上斯瓦內蒂大区，屬於泰胡里河的左支流，河道全長66公里，流域面積370平方公里。